# U 2361
U 2361 war ein  U-Boot der deutschen Kriegsmarine im Zweiten Weltkrieg. Es handelte sich um ein sogenanntes „Küsten-U-Boot“ vom Typ XXIII, das über einen ausfahrbaren Schnorchel verfügte, der auf eine Entwicklung des Kieler Erfinders Hellmuth Walter zurückging. U 2361 kapitulierte gegenüber den britischen Streitkräften in einem norwegischen Hafen und wurde nach Ende des Krieges nach Schottland verbracht und dort im Rahmen der Operation Deadlight versenkt.

## Bau
Die Deutsche Werft AG in Hamburg-Finkenwerder war seit Kriegsbeginn in das U-Bootbauprogramm der Kriegsmarine eingebunden und durch diese ausschließlich mit der Fertigung von Bootes des Typs IX beauftragt. Es handelte sich somit um eine der wenigen Produktionsstätten, auf der keine U-Boote vom Typ VII gefertigt wurden. Ende des Jahres 1943 wurde die Deutsche Werft AG erstmals auch mit dem Bau des neuen Typ XXIII beauftragt. Die Entwicklung dieser Boote war inspiriert durch das innovative „Walter-U-Boot“ vom Typ XXII, das für den kurzfristigen Einsatz als „Küsten-U-Boote“ konzipiert war, und nicht weit in die offene See vordringen sollte. Daher wurde eine Bewaffnung mit lediglich zwei Torpedos als ausreichend betrachtet.
Der Typ XXIII hatte kein Oberdeck, von dem aus bei den größeren Booten des Typs VII der Schnorchel, der Zu- und Abluft bei Unterwasserfahrt gewährleiste, ausgeklappt werden konnte. Diese Boote verfügten daher über einen Schnorchel, der nach Art eines Sehrohrs ausfahrbar war. Die 34,7 m langen und 3 m breiten XXIII-Boote hatten eine Besatzung von bis zu 12 Mann. Es handelte sich um Einhüllenboote, die bei Unterwasserfahrt eine Geschwindigkeit von bis zu 9,7 kn erreichen konnten. In den letzten beiden Kriegsjahren wurden insgesamt 61 U-Boote des Typs XXIII gebaut. Diese Boote wurden in Sektionsbauweise gefertigt. Die Baukosten beliefen sich auf 761.721 Reichsmark.
Die Deutsche Werft AG war für eine monatliche Ablieferung von acht Booten des Typs XXIII vorgesehen. Bis Kriegsende lieferte die Werft 48 Boote des Typ XXIII an die Kriegsmarine, davon 19 im letzten Kriegsjahr. U 2361 wurde am 3. Februar 1945 unter dem Kommando von Oberleutnant zur See Heinz von Hennig in Dienst gestellt. Der 22-jährige Kommandant hatte zuvor als Wachoffizier auf U 421 gedient und mit diesem Boot zwei Feindfahrten absolviert.

## Einsatz und Geschichte

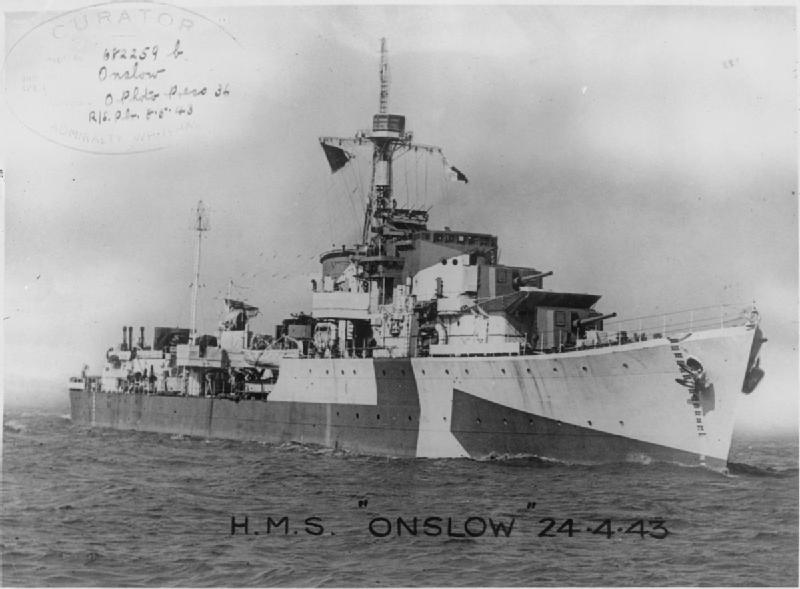
Die Onslow versenkte U 2361

Am 3. Februar 1945 wurde U 2361 zunächst der in Königsberg stationierten 32. U-Flottille als Ausbildungsboot zugeteilt. Zwei Wochen später wurde das Boot der 4. U-Flottille unterstellt, die in Stettin stationiert war.

### Ende des Bootes
Kommandant Heinz von Hennig kapitulierte mit U 2361 am 9. Mai 1945 im norwegischen Marinestützpunkt Kristiansand gegenüber den britischen Streitkräften. Das Boot lief am 29. Mai von Kristiansand aus und wurde nach Scapa Flow gebracht, wo es am 1. Juni eintraf. Dort lief es fünf Tage später wieder aus und erreichte Loch Ryan an der Ostküste Schottlands, wo sich viele deutsche U-Boote sammelten, um gegen Jahresende in der Operation Deadlight versenkt zu werden. U 2361 wurde am 27. November 1945 gegen 09:00 Uhr von der Enforcer auf Position geschleppt und durch die Zerstörer Onslow und Blyskawica mit Artilleriefeuer versenkt.